# پارکنشاپ
پارکنشاپ (انگلیسی: ParknShop) شرکت خرده‌فروشی هنگ کنگی است، که در سال ۱۹۷۳ تأسیس شد.